# メディアリング
株式会社メディアリング（MEDIA RINGS CORPORATION）は、かつて存在した学習・ゲームコンテンツ制作会社。
2007年4月に親会社の三菱樹脂にそのまま譲渡する形で解散した。
ゲームソフト部門は親会社の三菱樹脂がICカード「HuCARD」を生産していた関係で、当初はPCエンジン用ソフトが多かったが、のちにその他のハードへも進出した。

## 製品

### 医薬関係
- 医学基礎・疾病に関するデジタル教材

### 携帯電話用ソフト
- 携帯でビデオ

### テレビゲーム
- ゼロヨンチャンプシリーズ
  - ゼロヨンチャンプ（PCE　1991年3月8日発売）
  - ゼロヨンチャンプII（PCE　1993年3月5日発売）
  - ゼロヨンチャンプRR（SFC　1994年7月22日発売）
  - ゼロヨンチャンプRR-Z（SFC　1995年12月25日発売）
  - ゼロヨンチャンプ Doozy-J（PS,SS　1997年6月20日発売）
- 倉庫番ワールド（PCE　1990年3月16日発売）
- スピンペア（PCE　1990年12月14日発売）
- スパイラルウェーブ（PCE　1991年12月13日発売）
- トイレキッズ（PCE　1992年3月6日発売）
- テクモ・ワールドカップ・スーパーサッカー（PCE　1992年12月18日発売）
- 3次元格闘ボールズ（SFC　1995年4月28日発売）
- タクティカルファイター（SS　1997年10月16日発売）
- 雀牌遊戯'99たぬきの皮算用（PS　1998年12月17日発売）
- 有限会社地球防衛隊（PS　1999年4月28日発売）
- ダートチャンプ モトクロスNo.1（PS　2000年1月6日発売）
- 麻雀鳥頭紀行（PS　2000年2月24日発売）
- ゼロ・ツアーズ（GBA　2001年7月27日発売）
- 西原理恵子の殿堂麻雀（GBA　2001年9月28日発売）
- 西陣パチンコ徹底攻略CR花満速報＆CRおばけらんど（PS　2001年10月11日発売）
- ウィザードリィ・サマナー（GBA　2001年12月21日発売）
- LUNAR ～レジェンド～（GBA　2002年4月12日発売）
- 普及版プレイステーション1500円シリーズ

### OVA
- しあわせのかたち
- それゆけ!宇宙戦艦ヤマモト・ヨーコ

### 音楽CD
- 三木香代「ファンタジー」（レーベル名 : エウロス　発売番号：MGCC-1001　出版年	1993年11月25日）
- 三木香代「ショパン＆ラヴェル」（レーベル名 : エウロス　発売番号：MGCC-1002　出版年	1993年11月25日）

## 関連人物
- 神長豊